# Luis Paret y Alcázar
Luis Paret y Alcázar (ur. 11 lutego 1746 w Madrycie, zm. 14 lutego 1799 tamże) – hiszpański malarz, przedstawiciel hiszpańskiego rokoka.
Jego ojciec był Francuzem a matka Hiszpanką. Studiował na Królewskiej Akademii Sztuk Pięknych św. Ferdynanda w Madrycie, gdzie jego nauczycielem był Antonio González Velázquez. Był protegowanym infanta Luisa Burbona, (brata Karola III), który opłacił mu studia w Rzymie w latach 1763–66. W 1775 r. Karol III wygnał malarza z Madrytu oskarżając go o sprowadzanie na dwór młodych dziewcząt dla infanta Luisa. W konsekwencji Paret wyjechał do Portoryko, gdzie założył własną szkołę. Jednym z jego uczniów był Portorykańczyk José Campeche. W 1778 r. wrócił do Hiszpanii, jednak wciąż nie mógł się zbliżać do stolicy. Zamieszkał w Bilbao i malował pejzaże Kantabrii. W 1788 otrzymał przebaczenie króla i wrócił do Madrytu, jednak mieszkając w stolicy popadł w problemy finansowe.
Malował portrety, martwe natury, sceny rodzajowe i pejzaże. Były to obrazy przeważnie małych rozmiarów, odznaczające się humorem, połyskliwą techniką oraz indywidualną paletą barw z przewagą tonów niebieskich i zielonych. Projektował dekoracje świąteczne na dworach. Był też miedziorytnikiem. Ilustrował dzieła Cervantesa i Quevedo.

## Wybrane dzieła
- Autoportret w pracowni –  1786, 40 × 32 cm, Prado, Madryt
- Bal maskowy –  1766, 40 × 51 cm, Prado, Madryt
- Bukiet kwiatów –  39 × 37 cm, Prado, Madryt
- Ferdynand VII jako książę Asturii składający przysięgę w kościele San Jeronimo –  1791, 237 × 159 cm, Prado, Madryt
- Karol III spożywający obiad w towarzystwie dworzan –  ok. 1770, 50 × 64 cm, Prado, Madryt
- La Puerta del Sol –  1773, 76 × 85 cm, Muzeum Narodowe, Hawana
- List –  1772, 37 × 25 cm, Muzeum Goi w Castres
- Maria de las Nieves Micaela Fourdinier, portret żony artysty –  1782-85, 37 × 28 cm, Prado, Madryt
- Pary królewskie –  1770, 232 × 367 cm, Prado, Madryt
- Próba komedii –  38 × 51 cm, Prado, Madryt
- Scena z wieśniakami –  1786, 48 × 37,2 cm, Muzeum Sztuk Pięknych w Bilbao
- Sklepik z antykami –  1772, 49 × 57 cm, Museo Lázaro Galdiano, Madryt
- Wazon z kwiatami –  39 × 37 cm, Prado, Madryt
- Widok ogrodu botanicznego w Madrycie –  58 × 88 cm, Prado, Madryt